# Cryptoblepharus boutonii
Cryptoblepharus boutonii (Desjardins, 1831) è un sauro della famiglia degli Scincidi, endemico delle isole Mascarene.